# Royal Naval Air Service
Dit overzicht is mogelijk incompleet; u kunt helpen door het uit te breiden.

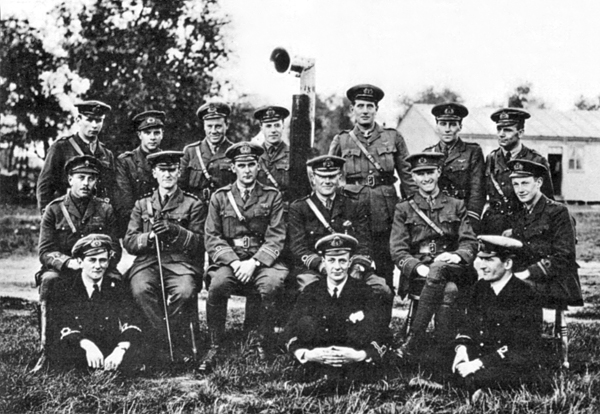
Een RNAS-eskader in 1914.

De Royal Naval Air Service (RNAS) was de vliegbranche van de Britse Royal Navy tot het einde van de Eerste Wereldoorlog. Daarna werd het samengevoegd met de Royal Flying Corps tot de Royal Air Force (RAF)

## Geschiedenis
De RNAS werd gesticht op 13 april 1912 om verkennisvluchten uit te voeren voor het Britse leger. Op 1 juli 1914 werd de RNAS erkend door de latere premier Winston Churchill. Op 1 april 1918 werd de RNAS samengevoegd met de Royal Flying Corps tot de Royal Air Force.